# كاستيلار دي لا فرونتيرا
بلدية كاستيلار دي لا فرونتيرا (بالإسبانية: Castellar de la Frontera)‏، هي إحدى بلديات مقاطعة قادس, التي تقع في منطقة الأندلس جنوب إسبانيا.
يبلغ عدد سكانها 2.642 نسمة وفقاً لإحصائية سنة (2002).